# نیروگاه حمریه
نیروگاه تولید همزمان آب و برق حمریه معروف به نیروگاه SWRO حمریه (به عربی: محطة الحمریة) (به انگلیسی: hamriyah power and desalination plant) (امارات، در منطقه صنعتی شارجه در منطقه آزاد الحمریه)، یکی از نیروگاه‌های کشور امارات از نوع سیکل ترکیبی با مجموع ظرفیت تولید ۲۵۰۰ مگاوات برق و تولید ۱۴۰ میلیون گالون آب در روز (به اختصار MGD) است.
این نیروگاه، سیستم باز با مصرف آب دریا است.
نیروگاه الحمریه متعلق به سازمان آب و برق شارجه(SEWA) است و در ژوئن ۲۰۱۴ با ظرفیت تولید اولیه ۲۰ میلیون گالن آب در روز عملیاتی شد.